# Bob Faught
Robert Edward "Bob" Faught (nacido el 2 de septiembre de 1921 en Cleveland Heights, Ohio y fallecido el 23 de abril de 2002 en Beaufort, Carolina del Sur) fue un jugador de baloncesto estadounidense que disputó una temporada en la BAA. Con 1,96 metros de estatura, jugaba en la posición de alero.

## Trayectoria deportiva

### Universidad
Jugó durante cuatro temporadas con los Fighting Irish de la Universidad de Notre Dame, con los que fue elegido en 1942 All-American por la marca deportiva Converse y en 1943 por la revista Sporting News. Además del baloncesto, fue también un destacado jugador de tenis durante su estancia en la universidad.

### Profesional
En 1946 fichó por los Cleveland Rebels de la recién creada BAA, con los que disputó la única temporada del equipo en la liga, en la que promedió 6,7 puntos por partido.

#### Estadísticas en la BAA

##### Temporada regular
| Temporada | Edad | Equipo           | Liga | P  | TIT | MIN | TC  | TCA | %TC  | 3P | 3PA | %3P | TL  | TLA | %TL  | R.OF. | R.DEF. | REB | ASIS | ROB | TAP | PER | FP  | PTS |
| 1946-47   | 25   | Cleveland Rebels | BAA  | 51 |     |     | 2.8 | 9.4 | .295 |    |     |     | 1.2 | 2.1 | .575 |       |        |     | 0.6  |     |     |     | 1.9 | 6.7 |
| Total     |      |                  | BAA  | 51 |     |     | 2.8 | 9.4 | .295 |    |     |     | 1.2 | 2.1 | .575 |       |        |     | 0.6  |     |     |     | 1.9 | 6.7 |

##### Playoffs
| Temporada | Edad | Equipo           | Liga | P | TIT | MIN | TC  | TCA  | %TC  | 3P | 3PA | %3P | TL  | TLA | %TL   | R.OF. | R.DEF. | REB | ASIS | ROB | TAP | PER | FP  | PTS |
| 1946-47   | 25   | Cleveland Rebels | BAA  | 3 |     |     | 3.7 | 10.7 | .344 |    |     |     | 1.0 | 1.0 | 1.000 |       |        |     | 0.3  |     |     |     | 3.3 | 8.3 |
| Total     |      |                  | BAA  | 3 |     |     | 3.7 | 10.7 | .344 |    |     |     | 1.0 | 1.0 | 1.000 |       |        |     | 0.3  |     |     |     | 3.3 | 8.3 |